# Aisin AW TF-XX SC
L'Aisin AW TF-XX SC, è un tipo di cambio automatico prodotto dalla Aisin nello stabilimento di Anjō nella prefettura di Aichi in Giappone per equipaggiare numerose autovetture sul mercato. Viene fornito a numerosi produttori automobilistici come Fiat Automobiles, General Motors, PSA, Volvo, Ford Motor Company, Mazda, Jaguar Land Rover Group e Renault.
Viene prodotto in due varianti: TF-70 SC per veicoli a trazione anteriore o integrale, motore trasversale e fino a 240 Nm di coppia massima e la TF-80 SC più evoluta sempre per veicoli a trazione anteriore/integrale, motore trasversale ma fino a 450 Nm di coppia massima.

## Struttura
Il TF-XX SC è disponibile dai primi anni 2000 ed è un cambio a rotismi epicicloidali elettroattuato, con convertitore di coppia.
La grossa differenza rispetto ad un cambio manuale, ma anche rispetto ad un cambio robotizzato sta proprio nella parte meccanica, che nei dispositivi citati in precedenza era sempre la medesima.
Questi infatti sono dei classici cambi meccanici a due alberi, mentre il TF-XX SC essendo un rotismo epicicloidale, non è dotato di alberi, bensì di una serie di ruote dentate solidali tra loro.
Questo grazie a dei freni idraulici, che mettendo in comunione i vari ingranaggi selezionano ogni volta un differente rapporto di trasmissione.
Possono essere realizzati sei rapporti in avanzamento, più quello di retromarcia.
La seconda differenza rispetto ai cambi canonici, siano essi manuali che robotizzati, risiede nell'assenza della frizione.
Questa infatti è sostituita da un convertitore di coppia, che in realtà svolge lo stesso compito, ma assicura un funzionamento decisamente più progressivo, privilegiando il comfort di marcia senza rinunciare a una guida sportiva.
Infatti il rendimento massimo dei convertitori si ha a da regimi di rotazione medi in poi.
L'unico punto in comune con i cambi classici, sono gli attuatori.
Questi sono di tipo idraulico e vengono comandati dalla centralina elettronica di gestione del cambio.
Gli attuatori hanno il compito di movimentare i freni che rendono solidali gli ingranaggi, per cui in funzione del regime di rotazione del motore, la centralina comanda agli attuatori quali ruote dentate mettere in comunione, così da selezionare il rapporto di trasmissione migliore.

## Funzioni
Come in tutti i cambi automatici, le vetture munite di questa trasmissione, gestiscono la funzione automatizzata tramite un selettore, che altro non è che la leva del cambio posta sul tunnel centrale dell'abitacolo.
Può essere spostata solo in senso longitudinale e dispone di quattro posizioni.
Di fianco alla leva sono indicate con delle lettere, le funzioni svolte dal cambio automatico.
Queste sono P, R, N, e D.
Spostando la leva in posizione P, si attiva la funzione Parking, utilizzata solo nel caso dei parcheggi.
Nei cambi automatici è una funzione fondamentale, poiché il convertitore di coppia, quando il motore scende al di sotto di un certo regime, oppure è spento, non collega il cambio all'albero a gomiti.
Ciò dipende dalla sua struttura, ed è un problema in caso di parcheggio in quanto la vettura non rimarrà vincolata dagli ingranaggi del cambio e se per assurdo venisse parcheggiata senza utilizzare i freno di stazionamento, in caso di strada con pendenza, si muoverebbe in direzione della stessa.
A questo proposito, la funzione Parking innesta una frizione che rende solidali albero a gomito e cambio, e selezionando al tempo stesso la prima marcia o la retromarcia, a seconda che la pendenza della strada sia verso l'avantreno o verso il retrotreno.
La posizione R, indica la funzione Reverse.
Consiste nell'innesto della retromarcia.
L'altra funzione è la D, ossia Drive nel quale si ha la totale gestione della vettura da parte della trasmissione.
Questa funzione serve infatti per utilizzare la modalità di cambio automatico, perciò l'auto seleziona il rapporto di trasmissione più appropriato, perciò chi guida deve curarsi solo di gestire acceleratore, freno e sterzo.
La quarta funzione è identificata dalla lettera N, cioè Neutral in cui si ottiene lo stesso effetto che si avrebbe in un cambio classico nella posizione di folle (non esiste dunque collegamento tra trasmissione e motore).
La modalità di utilizzo Comfort privilegia una marcia confortevole, anche se si comporta come un cambio autoadattativo, in quanto in funzione della corsa dell'acceleratore e del regime del motore, anticipa o posticipa i cambi marcia, nonché il tempo di innesto.

## Cambio sequenziale
La modalità Sequenziale è attuabile attraverso due sistemi di comando, ossia la leva del cambio e un paio di palette poste dietro lo sterzo.
Nel primo caso basta spostare la leva verso destra.
In questo modo si disabilita la funzione di cambio automatico, perciò sarà il pilota a decidere quando cambiare marcia e quale rapporto innestare.
Per innestare un rapporto in progressione, basterà spingere la leva in avanti, ossia verso la plancia, viceversa se si desidera scalare.
Ogni volta che si spinge la leva si innesta un diverso rapporto del cambio.
Essendo ora un cambio sequenziale, non sarà possibile innestare una marcia in modo non progressivo.
Significa che nel caso si volesse scalare direttamente dalla sesta alla quarta ad esempio, non lo si potrebbe fare senza passare prima per la quinta.
Lo stesso vale in caso di progressione.
Un secondo metodo per l'utilizzo del cambio sequenziale consiste nelle palette poste dietro il volante. Ogni volta che si preme la leva di destra, si innesta una marcia in progressione, mentre compiendo la stessa manovra sulla leva sinistra si scala una marcia.

## Altre funzioni
Sono disponibili le funzioni Sport e Winter attivabili premendo il tasto D.
Premendolo una prima volta si inserisce la funzione Sport.
Il cambio funziona sempre in modalità automatica, ma viene attivata una mappa della centralina, studiata per rendere le cambiate più rapide e farle avvenire a regimi di rotazione del motore più alti.
In sostanza il cambio privilegia una guida sportiva, anche se comunque non è il pilota deve curarsi delle cambiate.
Se si preme più a lungo il tasto D, si attiva la funzione Winter.
Questa funzione è molto utile in caso di strada sdrucciolevole, perciò non è studiata per alte andature, bensì in casi estremi come ad esempio strade innevate o fangose, oppure molto bagnate.
In questi casi il manto stradale non offre una aderenza ottimale agli pneumatici, dunque il cambio seleziona i rapporti più idonei per riuscire a trasferire la potenza dal motore alle ruote ed evitare pattinamenti delle stesse.
Il sistema di gestione elettronica del TF-XX SC, dispone inoltre di sistemi di monitorizzazione del percorso.
I principali sono stati definiti Up & Down Slope e Cornering: il loro scopo è quello di decodificare lo stato della strada che si percorre.
In particolare viene rilevata la sua pendenza e la natura dell'asfalto, così da selezionare il rapporto di trasmissione più appropriato per affrontarlo, ma anche il regime di rotazione al quale innestare il rapporto più idoneo.

## Utilizzo

### Fiat Group
- Alfa Romeo 159 - 1.9 JTDm; 2.4 JTDm; 3.2 JTS
- Alfa Romeo Brera - 2.4 JTDm; 3.2 JTS
- Alfa Romeo Spider - 2.4 JTDm; 3.2 JTS
- Fiat Croma - 1.9 Multijet; 2.4 Multijet;
- Lancia Delta (2008) - 1.8 DI Turbo

### Ford Motor Company
- Ford Five Hundred
- Ford Fusion (America)
- Ford Mondeo
- Mercury Milan
- Mercury Montego
- Lincoln Zephyr
- Lincoln MKZ

### General Motors
- Cadillac BLS - 1.9 D; 1.9 D (TST);
- Chevrolet Cruze (mercato americano; 2.0L turbo diesel)
- Opel/Vauxhall Astra
- Opel/Vauxhall Vectra/Signum
- Opel/Vauxhall Zafira
- Opel/Vauxhall Insignia
- Saab 9-3 - 1.9 TiD; 1.9 TTiD; 2.8

### PSA
- Citroën C4
- Citroën C5
- Citroën C6
- Citroën DS4
- Citroën DS5
- Peugeot 307
- Peugeot 308
- Peugeot 407
- Peugeot 408
- Peugeot 508
- Peugeot 607
- Peugeot 3008
- Peugeot 5008

### Jaguar Land Rover
- Jaguar X-Type 2.2d
- Land Rover Freelander 2
- Land Rover Range Rover Evoque

### Mazda
- Mazda 6
- Mazda CX-7
- Mazda CX-9
- Mazda MPV

### Renault
- Renault Espace
- Renault Vel Satis

### Volvo
- Volvo C30
- Volvo C70
- Volvo S40
- Volvo V40
- Volvo V50
- Volvo S60
- Volvo V60
- Volvo S80
- Volvo V70
- Volvo XC40
- Volvo XC60
- Volvo XC70
- Volvo XC90